# Misál olomoucký
Misál olomoucký je rukopisná liturgická kniha, která vznikla kolem roku 1380. Kniha byla používána v 15. století v kostele sv. Václava v Kladsku. Na začátku 15. století byl rukopis doplněn o nové kalendarium a novou kánonovou složku a byl znovu svázán. Je uchováván v Muzeu umění Olomouc, sign. O II 22.

## Zajímavosti
Na předním přídeští je zápis, který uvádí, že Jan Ambrožův (Johannes Ambrosii, 1476–1504), titulární biskup kyzický a světící biskup vratislavský, vykonal dne 21. října 1481 rekonciliaci kladského kostela sv. Václava.